# Sitiung (plaats)
Sitiung is een bestuurslaag in het regentschap Dharmasraya van de provincie West-Sumatra, Indonesië. Sitiung telt 6693 inwoners (volkstelling 2010).